# NGC 6506
NGC 6506 је расејано звездано јато у сазвежђу Стрелац које се налази на NGC листи објеката дубоког неба.
Деклинација објекта је - 24° 41' 7" а ректасцензија 17h 59m 53,4s. Привидна величина (магнитуда) објекта NGC 6506 износи 14,6. NGC 6506 је још познат и под ознакама OCL 16, ESO 521-SC6.